# Biopharmazeutisches Klassifizierungssystem
Das Biopharmazeutische Klassifizierungssystem (englisch: Biopharmaceutics Classification System, BCS) teilt Arzneistoffe hinsichtlich ihrer zu erwartenden Bioverfügbarkeit ein. Es ermöglicht eine Prognose darüber, ob Ausmaß und Geschwindigkeit der Resorption nach oraler Gabe eher durch die physikalischen Eigenschaften des Arzneistoffes oder eher durch physiologische Gegebenheiten bestimmt sind. Dem Konzept liegt zugrunde, dass die orale Bioverfügbarkeit eines Wirkstoffes im Wesentlichen von seiner Löslichkeit und seinem Permeationsvermögen bestimmt wird.
Das BCS wurde Mitte der 1990er Jahre in den USA durch Gordon Amidon entwickelt und publiziert und ist inzwischen Bestandteil sowohl einer US-FDA (Food and Drug Administration) Richtlinie als auch einer Leitlinie der europäischen Arzneimittelagentur zur Beurteilung der Bioäquivalenz von Arzneimitteln. Unter bestimmten Voraussetzungen können pharmazeutische Unternehmer basierend auf dem BCS im Rahmen der Zulassung von Generika oder von Produktlinienerweiterungen den Verzicht auf die ansonsten verpflichtend erforderliche Durchführung von in vivo-Studien zur Ermittlung der Bioäquivalenz begründen (sogenannter Biowaiver).
| Einteilung von Arzneistoffen in BCS-Klassen | Einteilung von Arzneistoffen in BCS-Klassen | Einteilung von Arzneistoffen in BCS-Klassen | Einteilung von Arzneistoffen in BCS-Klassen                                                                  | Einteilung von Arzneistoffen in BCS-Klassen |
| ------------------------------------------- | ------------------------------------------- | ------------------------------------------- | --- | ------------------------------------------- |
| Klasse                                      | Löslichkeit                                 | Permeationsvermögen                         | Resorption                                                                                                   | Stoffbeispiel(e)                            |
| I                                           | hoch                                        | hoch                                        | gute Resorption, nur kontrolliert durch die Geschwindigkeit der Magenentleerung                              | Metoprolol, Paracetamol                     |
| II                                          | niedrig                                     | hoch                                        | die Resorption wird durch die Löslichkeit und/oder der Lösungsgeschwindigkeit des Arzneistoffes kontrolliert | Glibenclamid, Ibuprofen, Diclofenac         |
| III                                         | hoch                                        | niedrig                                     | die Resorption ist unabhängig von physikalischen Arzneistoffeigenschaften                                    | Cimetidin, Ranitidin                        |
| IV                                          | niedrig                                     | niedrig                                     | Geschwindigkeit und Ausmaß der Resorption sind von Fall zu Fall zu betrachten                                | Furosemid, Hydrochlorothiazid               |

Wie Löslichkeit und Permeabilität am besten zu bestimmen seien und wann Löslichkeit und Permeabilität als „hoch“ einzustufen seien, war lange Zeit umstritten und führte auch zu unterschiedlichen Leitlinien der Behörden. Zuletzt konnte jedoch eine Übereinstimmung erzielt werden, die dann 2017 im Abschnitt TRS 1003 - Annex 6 des 51st Report der WHO veröffentlicht wurde.
Der Arzneistoff wird als „highly soluble“ bezeichnet, wenn die höchste therapeutische Einzeldosis sich in höchstens 250 Milliliter Wasser des physiologischen pH-Bereichs von 1 bis 6,8 auflösen lässt.
Ein hohes Permeationsvermögen liegt vor, wenn der Arzneistoff zu mehr als 85 % resorbiert wird. Dies wird in einer Massenbilanzstudie untersucht oder im Vergleich zu einer intravenösen Gabe. Eine Untersuchung der in vivo intestinalen Perfusion im Menschen ist eine Alternative, sofern gleichzeitig eine negative Kontrolle und ein Referenzpräparat, das zu mindestens 85 % resorbiert wird, mit in die Untersuchung eingeschlossen werden. Entsprechende Untersuchungen an Tieren oder die Untersuchung im CaCo-2-Zellmodell anhand der Permeation durch die Membran von Adenocarcinomzellen werden nur als unterstützende („supportive“) Evidenz angesehen.